# هری گرین (بازیکن فوتبال، زاده۱۹۰۸)
هری گرین (انگلیسی: Harry Green؛ زادهٔ 1908) بازیکن فوتبال اهل بریتانیا است.
از باشگاه‌هایی که در آن بازی کرده‌است می‌توان به باشگاه فوتبال بریستول سیتی، باشگاه فوتبال یورک سیتی، باشگاه فوتبال لیدز یونایتد، و باشگاه فوتبال اولدهام اتلتیک اشاره کرد.